# 半双線型形式
数学の特に線型代数学における複素ベクトル空間 V 上の半双線型形式（はんそうせんけいけいしき、英: sesquilinear form; 準双線型形式）とは、写像 V × V → C で一方の引数に関して線型かつ他方の引数に関して反線型となるようなものを言う。名称は「1 と 1/2」を意味するラテン語の倍数接頭辞 sesqui- に由来する。これと対照して、双線型形式は両引数に関して線型であることを意味するが、特に専ら複素数体上の空間を扱うような多くの文献において、半双線型形式の意味で「双線型形式」と呼ぶものがある。
動機付けとなる例は複素ベクトル空間上の内積で、これは双線型ではないがその代わり半双線型である。後述の幾何学的動機付けの節も参照。

## 定義と慣習
何れの引数に関して線型とするかの慣習には異なる流儀が存在するが、本項では第一引数は反線型（つまり共軛線型）で、第二引数に関して線型であるものとする。これは物理学（の、本質的にはどこでもだが、もとは量子力学におけるポール・ディラックのブラケット記法）で用いられる規約である。一方で数学分野ではこれと反対に書くことが習慣づいている。
具体的に、写像 φ: V × V → C が半双線型であるとは、
{\displaystyle {\begin{aligned}&\phi (x+y,z+w)=\phi (x,z)+\phi (x,w)+\phi (y,z)+\phi (y,w)\\&\phi (ax,by)={\bar {a}}b\,\phi (x,y)\end{aligned}}}
が任意の x, y, z, w ∈ V および a, b ∈ C に関して成立するときに言う。
複素ベクトル空間 V の複素共軛ベクトル空間 V を考えれば、半双線型写像を複素双線型写像 V × V → C と見ることもできる。ここでテンソル積の普遍性を用いれば、これらは複素線型写像 V ⊗ V → C との間に一対一対応を持つ。
また、z ∈ V を固定して考えるとき、半双線型形式 φ に対して写像 w ↦ φ(z,w) は V 上の線型汎函数（つまり双対空間 V∗ の元）であり、同様に写像 w ↦ φ(w,z) は V 上の共軛線型汎函数になる。
V 上の任意の半双線型形式 φ が与えられたとき、その共軛転置
{\displaystyle \psi (w,z)={\overline {\varphi (z,w)}}}
を考えることにより、新たな半双線型形式を得ることができる。一般には、ψ と φ は異なるが、両者が一致するとき φ はエルミート的 (Hermitian) であると言う。あるいは一方が他方の符号を変えたものとなるならばφ は歪エルミート的 (skew-Hermitian) であると言う。任意の半双線型形式はエルミート形式と歪エルミート形式との和に書くことができる。

## 幾何学的動機付け
双線型形式を平方 (z2) とするならば、半双線型形式はユークリッドノルム (|z|2 = z∗z) である。
半双線型形式に付随するノルムは複素単位円（ノルムが 1 の複素数全体）上の複素数を掛ける操作に関して不変であるが、双線型形式に付随するノルムは平方に関して同変である。この意味で、双線型写像は「代数的に」より自然だが、半双線型形式は「幾何学的に」より自然である。
複素ベクトル空間上の双線型形式 B と、それに付随するノルム |x|B := B(x, x) に対して 
{\displaystyle |ix|_{B}=B(ix,ix)=i^{2}B(x,x)=-|x|_{B}}
となるが、これと対照的に、複素ベクトル空間上の半双線型形式 S とそれに付随するノルム |x|S := S(x, x) に関しては
{\displaystyle |ix|_{S}=S(ix,ix)={\bar {i}}iS(x,x)=|x|_{S}}
が成り立つ。

## エルミート形式
エルミート形式あるいは対称半双線型形式とは、半双線型形式 h: V × V → C であって
{\displaystyle h(w,z)={\overline {h(z,w)}}}
を満たすものを言う。Cn 上の標準エルミート形式（「物理学」の規約、第一変数に関して反線型で第二引数に関して線型、に従うもの）は、
{\displaystyle \langle w,z\rangle =\sum _{i=1}^{n}{\bar {w}}_{i}z_{i}}
で与えられる。より一般に、任意の複素ヒルベルト空間上の内積はエルミート形式である。
エルミート形式を備えたベクトル空間 (V,h) をエルミート空間と言う。
V が有限次元空間のとき、V の任意の基底 {ei} に関して、エルミート形式 h はエルミート行列 H によって
{\displaystyle h(w,z)={\bar {\mathbf {w} }}^{T}H\mathbf {z} }
と表現される。ただし、w, z はこの基底に関して w, z を表現するベクトルであり、行列 H = (hij) の成分は  hij = h(ei, ej) で与えられる。
エルミート形式に付随する二次形式 Q(z) = h(z,z) は常に実である。実際には、半双線型形式がエルミートであることと、それに付随する二次形式が任意の z ∈ V に対して実となることが同値であることが示せる。

## 歪エルミート形式
歪エルミート形式あるいは反対称半双線型形式とは、半双線型形式 ε: V × V → C であって、
{\displaystyle \varepsilon (w,z)=-{\overline {\varepsilon (z,w)}}}
を満たすものを言う。任意の歪エルミート形式はエルミート形式に i を乗じたものとして書くことができる。
V が有限次元空間ならば、V の任意の基底 {ei} に関して、歪エルミート形式は歪エルミート行列 A によって
{\displaystyle \varepsilon (w,z)={\bar {\mathbf {w} }}^{T}A\mathbf {z} }
と表現される。歪エルミート形式に付随する二次形式 Q(z) = ε(z,z) は常に純虚である。

## 一般化
半双線型形式の概念は、反準同型（英語: Antihomomorphism）を備える任意の環とその上の加群に対して一般化することができる。基礎環は必ずしも可換でない環としてよく、反準同型が複素共軛の代わりを果たす。二つの環 A, B, 左 A-加群 E, 左 B-加群 F, (A,B)-両側加群 G および B 上の反準同型 J に対して、積加群 E × F から G への写像 Φ が以下の条件
- {\displaystyle \Phi (x+x',y)=\Phi (x,y)+\Phi (x',y)}
- {\displaystyle \Phi (x,y+y')=\Phi (x,y)+\Phi (x,y')}
- {\displaystyle \Phi (ax,y)=a\Phi (x,y)}
- {\displaystyle \Phi (x,by)=\Phi (x,y)b^{J}}

を満たすとき、J に関する右準双線型写像 (application sesquilinéaire) であるという。左準双線型写像も同様に定義される。B = A, G = A と取った（および特に E = F とした）準双線型写像は準双線型形式 (forme sesquilinéaire) と呼ばれる。（変換を右肩に載せる「冪記法」は群論ではよく用いられる）
ラインホルト・ベーアは、自身の著書 Linear Algebra and Projective Geometry (1952) の 5 章において、上記の環 A として体 F をとり、F-線型空間 V と、反準同型 J として V 上の反線型写像 α を考えて得られる、V 上の半双線型形式を用いて互いに双対な線型多様体の特徴付けを行った。ベーアはこのような形式を A 上の α-形式と呼んだ。通常の半双線型形式は α が複素共軛であるときであり、また α が恒等写像ならば双線型形式が得られる。
*-環と呼ばれる代数構造において、反準同型は ∗ で表され、それによって構築される半双線型形式を考えることができる。そのようなものの特別の場合として、歪対称双線型形式、エルミート形式、歪エルミート形式はより広い文脈において考えることができる。
特にL-理論において ε-対称形式という用語も見られ、ε = ±1 の場合として対称形式と歪対称形式が含まれる。同様に ε-エルミート形式（ε は A の中心元）において ε = 1 はエルミート形式、ε = −1 は歪エルミート形式に対応する。